# Anna Hagemann
Anna Hagemann (verheiratete Klooß; * 26. Februar 1919 in Kassel; † 2. Oktober 2008 ebenda) war eine deutsche Diskuswerferin.
Bei den Olympischen Spielen 1936 in Berlin kam sie auf den 19. Platz.
1946 wurde sie Deutsche Meisterin. Ihre persönliche Bestleistung von 44,18 m stellte sie am 11. Juli 1943 in Marburg auf.
Anna Hagemann startete für den KSV Hessen Kassel.